# Delphine Blanc
Delphine Blanc (* 7. Juni 1983 in La Tronche) ist eine ehemalige französische Fußballspielerin.

## Karriere

### Vereine
Blanc begann im Alter von zehn Jahren in Saint-Cyr-au-Mont-d’Or beim örtlichen Fußballclub mit dem Fußballspielen. Nach fünf Jahren gehörte sie dem SC Caluire Saint-Clair an. Dem Jugendalter entwachsen, kam sie für die erste Mannschaft des FC Lyon erstmals im Seniorinnenbereich in der Meisterrunde, die im Anschluss an die reguläre Saison 2002/03 ausgetragenen wurde, in zwei Spielen zum Einsatz. In der Saison 2003/04 bestritt sie 21 Punktspiele in der regulären Saison der Division 1 Féminine, der höchsten Spielklasse im französischen Frauenfußball, in denen sie acht Tore erzielte, und drei Spiele in der Meisterrunde. Mit der Mannschaft gewann sie zweimal in Folge den Coupe de France, den nationalen Vereinspokal. Von 2004 bis 2007 spielte sie für Olympique Lyon, wie sich der Verein fortan nannte. Während ihrer Vereinszugehörigkeit gewann sie am Ende ihrer letzten Saison die Meisterschaft. 
Zur Saison 2007/08 wechselte sie zum Liganeuling RC Saint-Étienne, für den sie bis zum Saisonende 2008/09 aktiv war. Es folgte jeweils eine Saison für den HSC Montpellier und Rodez AF, bevor sie ihre Spielerkarriere nach der Saison 2011/12 bei Paris Saint-Germain beendete.

### Nationalmannschaft
Blanc debütierte als Nationalspielerin in der U17-Nationalmannschaft, mit der sie am Turnier um den Nordic-Cup teilnahm und am 28. Juni 1999 das Spiel gegen die U17-Nationalmannschaft Norwegens bestritt, das mit 2:0 gewonnen wurde. Das Finale gegen die U17-Nationalmannschaft Dänemarks wurde erst mit 7:8 im Elfmeterschießen verloren.
Für die U21-Nationalmannschaft bestritt sie im Jahr 2002 und 2006 jeweils zwei Länderspiele. Der 0:2-Niederlage gegen die U21-Nationalmannschaft Norwegens am 21. Februar folgte der 1:0-Sieg über die U21-Nationalmannschaft Italiens am 19. März. Am 18. und 21. Februar 2006 gab es zwei Vergleiche mit der U21-Nationalmannschaft Norwegens, die mit 0:2 und 0:0 endeten.
Blanc kam vom 13. März 2006 bis zum 31. März 2010 in 13 Länderspielen für die A-Nationalmannschaft zum Einsatz. Bei ihrem Debüt – mit Einwechslung für Sabrina Viguier in der 85. Minute – war sie mit ihr der US-amerikanischen Nationalmannschaft im dritten Spiel der Gruppe B im Turnier um den Algarve-Cup 2006 mit 1:4 in Faro unterlegen, wie auch im Spiel um Platz 3 zwei Tage später an selber Stätte beim 0:1 gegen die Nationalmannschaft Schwedens. Am 22. November 2006 erlebte sie spielerisch den ersten Sieg mit; das in Boulogne-sur-Mer ausgetragene Freundschaftsspiel – ihr erstes von insgesamt acht – gegen die Nationalmannschaft Belgiens endete 6:0.
Des Weiteren kam sie am 27. September 2008 in La Roche-sur-Yon beim 2:1-Sieg über die Nationalmannschaft Islands im letzten Spiel der EM-Qualifikationsgruppe 3 sowie im letzten Spiel der Gruppe B beim 1:1-Unentschieden gegen die Nationalmannschaft Norwegens am 30. August 2009 in Helsinki im Turnier der Europameisterschaft 2009 zum Einsatz. Ihren letzten Einsatz als Nationalspielerin hatte sie am 31. März 2010 im sechsten Spiel der WM-Qualifikationsgruppe 1 beim 4:0-Sieg über die Nationalmannschaft Nordirlands in Belfast.

## Erfolge
Nationalmannschaft
- U17-Nordic-Cup-Finalist 1999

Olympique Lyon
- Französischer Meister 2007

FC Lyon
- Zweiter Französische Meisterschaft 2003
- Französischer Pokal-Sieger 2003, 2004